# Hülpert
Die Hülpert GmbH ist die Konzernobergesellschaft der Hülpert-Gruppe, einem Automobilhandelsunternehmen mit Sitz in Dortmund. 
Hülpert ist an 10 Standorten im östlichen Ruhrgebiet vertreten. In den Autohäusern werden sowohl Neuwagen der Marken VW, VW Nutzfahrzeuge, Audi, Škoda, Seat, Cupra und Porsche als auch Gebrauchtwagen vertrieben. 
Eigentümer der Hülpert-Gruppe ist die Familie Hülpert.

## Unternehmensstruktur
Hülpert GmbH
- Hülpert Shared Service GmbH
- Hülpert Ausbildungsgesellschaft mbH
- Hülpert Mobility Holding GmbH & Co. KG
  - Hülpert VZ GmbH
    - Volkswagen Zentrum Dortmund (Hauptsitz) (VW Pkw, VW Nutzfahrzeuge-Service)
    - Hülpert Planetenfeldstraße + Volkswagen Nutzfahrzeugzentrum Dortmund (VW Pkw, VW Nutzfahrzeuge, Seat, Cupra, Audi-Service)
    - Hülpert in Unna (VW Pkw, VW Nutzfahrzeuge-Service, Audi-Service)

  - Hülpert AZ GmbH
    - Audi Zentrum Dortmund (Audi)

  - Hülpert SK GmbH
    - Skoda Zentrum Dortmund (Skoda)
    - Skoda Zentrum Dortmund-Süd (Skoda) (VW-Service) + Hülpert am Phoenixsee (Seat, Cupra)
    - Volkswagen Zentrum Bergkamen (VW PKW, Skoda-Service)
- Hülpert Lifestyle Holding GmbH und Co. KG
  - PZ Dortmund GmbH
    - Porsche Zentrum Dortmund (Porsche)

  - Sportwagen Vertriebsgesellschaft Soest mbH
    - Porsche Zentrum Soest (Porsche)

  - Sportwagenvertriebsgesellschaft Recklinghausen mbH
    - Porsche Zentrum Recklinghausen (Porsche)
- Hülpert Bike GmbH (seit 2024)

## Geschichte
Die Firma Hülpert wurde im Jahr 1914 als Hülpert & Müller gegründet. Der Betrieb zog Ende der 1920er Jahre nach Dortmund. Im Jahr 1938 wurde der erste Händlervertrag mit Volkswagen geschlossen. 1950 folgte ein Händlervertrag mit der Firma Porsche. Nachdem Volkswagen 1964 die Auto Union gekauft hatte, kam auch die Marke Audi zu Hülpert.
Bis in die 1990er Jahre war es geübte Praxis bei den Autoherstellern, dass ein Händler, der die Hauptmarke eines Konzerns vertrat, auch die anderen Marken im gleichen Autohaus verkaufte. Dafür gab es über die ganze Stadt verteilt mehrere Autohäuser, die die gleiche Marke vertrieben. In Spitzenzeiten gab es 10 Autohäuser in Dortmund, die die Marke Volkswagen verkauften.
Durch eine Änderung der Marketing-Strategien der einzelnen Hersteller wurde diese Praxis geändert. Auch die Hülpert-Gruppe hat in den letzten 30 Jahren diese Veränderung beim Markenauftritt vollzogen. Von den 10 Volkswagen-Händlern in Dortmund sind nur das „Volkswagen Zentrum Dortmund“ und „Hülpert Planetenfeldstraße“ übrig geblieben. Kleinere Häuser wurden geschlossen oder werden für andere Marken genutzt. So musste beispielsweise das Audi-lastige „Autohaus Süd“ aufgegeben werden. Hier ist heute das „Skoda Zentrum Dortmund-Süd“ und die Seat- / Cupra-Vertretung als „Hülpert am Phoenixsee“ untergebracht. Andere Händler wurden übernommen oder aus dem Markt gedrängt.
In den Jahren 2003 bis 2005 gab es Planungen der Hülpert-Gruppe im Kamen-Karree den „A1-Autopark“ zu errichten. Das Grundstück war bereits gekauft worden und die Stadt Kamen hatte die planungsrechtlichen Voraussetzungen geschaffen. Gebaut werden sollten mehrere Autohäuser für alle Marken des Volkswagen-Konzerns. Das Projekt wurde nicht realisiert und das Grundstück wieder verkauft.

### Übernahmen + Neubauten
Im Jahre 2011 wurde das Porsche Zentrum Soest für 4,6 Mio. € neu gebaut.
Das von den Recklinghäuser Volkswagen-Händler Enning gebaute Porsche Zentrum Recklinghausen wurde 2009 geschlossen. Nach der Insolvenz der Enning-Gruppe wurde das Porsche-Zentrum von Hülpert Anfang 2011 wieder eröffnet. Alle anderen Betriebe von Enning wurden nicht übernommen.
Im November 2012 ging das Skoda-Autohaus „Autoforum Dortmund“ in Dortmund-Brackel in die Insolvenz. Hülpert übernimmt den Standort und eröffnet damit sein erstes Skoda-Autohaus unter dem Namen Skoda Zentrum Dortmund. Der zweite Standort von Autoforum im Dortmunder Norden wird zunächst übernommen und nachfolgend geschlossen. Unabhängig davon gab es in Dortmund-Brackel ein VW/Audi-Autohaus unter dem Namen Hülpert & Gerlach. Dieses wurde im Zuge der Strukturbereinigung geschlossen und verkauft.
Zum 1. Januar 2016 hat Hülpert die beiden Betriebe der Kamps Holding am Stammsitz in Bergkamen übernommen. Das Haupthaus wird als VW Zentrum Bergkamen weitergeführt. Das schräg gegenüber liegende Audi-Haus, das im Audi-Hangar-Stil gebaut wurde, wurde zum Gebrauchtwagen-Zentrum umgestaltet.
Das Porsche-Autohaus im Dortmunder Süden musste einer Straßenbaumaßnahme weichen und wurde abgerissen. Das neue Porsche-Zentrum wurde gegenüber des Dortmunder Flughafens auf Holzwickeder Stadtgebiet errichtet. Die Architektur des Gebäudes ist interessant, entspricht aber nicht den heute aktuellen Vorgaben des Hauses Porsche. Die interessante Architektur brachte zudem technische Probleme mit sich. In unmittelbarer Nähe wurde daher ein neues Porsche Zentrum Dortmund gebaut und im Jahr 2020 eröffnet. Investiert wurden 19 Mio. €. Das alte Porsche-Zentrum wurde an Tesla verkauft.
Im Jahr 2024 stieg die Hülpert Unternehmensgruppe in die „e-Bike“-Branche mit ein. Durch die Eröffnung eines neuen e-Bike Stores mit dem Partner „eMotion“ wurden weitere Weichen in der Förderung der Mobilität gestellt. Hierzu wurde ein Teil des ehemaligen Skoda Zentrum Dortmunds umgebaut.